# Amanda Kernell
Amanda Kernell (Umeå, 9 september 1986) is een Zweeds regisseur en scenarioschrijver.

## Biografie
Amanda Kernell groeide op in Umeå, waar ze al in de jongere tienerjaren acteerde en regisseerde in het plaatselijk Theatermagasinet en via haar vader de Sami-cultuur leerde kennen. Ze werkte als docent "film" in het district Västerbotten en acteerde in 2004 in de korte film Maison. Kernell volgde van 2009 tot 2013 lessen aan de Den Danske Filmskole in Kopenhagen.
Na een aantal korte films, schreef en regisseerde Kernell in 2016 haar eerste speelfilm Sameblod die in première ging op het filmfestival van Venetië. Voor deze film ontving Kernell de prijs als beste jonge regisseur op het Filmfestival van Venetië, waar ze ook de "Europa Cinema Label Award" ontving voor Beste Europese Film. In hetzelfde jaar ontving de film ook de speciale prijs van de jury op het Internationaal filmfestival van Tokio en de LUX-prijs. Op het internationaal filmfestival van Göteborg in 2017 werd Sameblod uitgeroepen tot Beste Noordse Film, en ontving de Dragon Award. De film werd genomineerd voor zeven Guldbagge-awards en won de prijs voor beste actrice (Lene Cecilia Sparrok), beste scenario, beste montage en tevens de publieksprijs.

## Filmografie (regie en scenario)
- 2016: Sameblod
- 2016: I Will Always Love You Kingen (kortfilm)
- 2015: Stoerre Vaerie  (kortfilm)
- 2014: Paradiset (kortfilm)
- 2011: Det kommer aldrig att gå över (kortfilm)
- 2009: Att dela allt (kortfilm)
- 2008: Spel (kortfilm)
- 2008: Sommarsystern (kortfilm)
- 2007: Våra Discon  (kortfilm)

## Prijzen en nominaties
De belangrijkste:
| Jaar | Prijs     | Categorie      | Film     | Uitslag  |
| ---- | --------- | -------------- | -------- | -------- |
| 2018 | Guldbagge | Beste scenario | Sameblod | Gewonnen |
| 2018 | Guldbagge | Beste film     | Sameblod | Gewonnen |